# Beti (bantu jezik)
Beti jezik (ISO 639-3: btb; povučen iz upotrebe 2010.), naziv za grupu jezika iz Kameruna sjeverozapadne bantu skupine u zoni A; donedavno smatran individualnim jezikom. 2 000 000 govornika. Podskupina yaunde-fang (A.70).
Sastoji se od jezika bebele [beb], bebil [bxp], bulu [bum], eton [eto], ewondo [ewo], fang [fan], i mengisa [mct].

## Vanjske poveznice
- Ethnologue (14th)
- Ethnologue (15th)